# Schreeuw om Leven

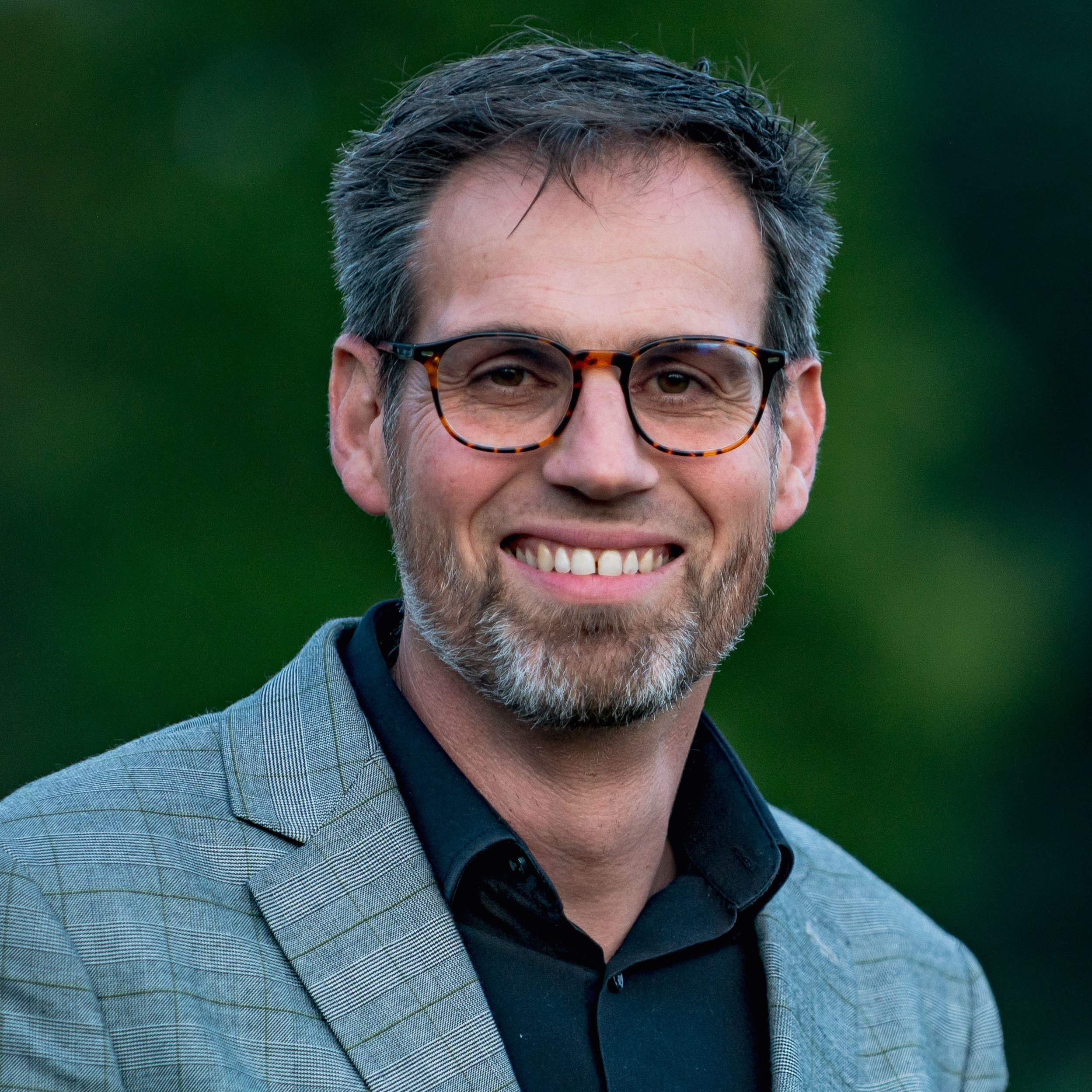
Arthur Alderliesten, sinds 2021 directeur van Schreeuw om Leven

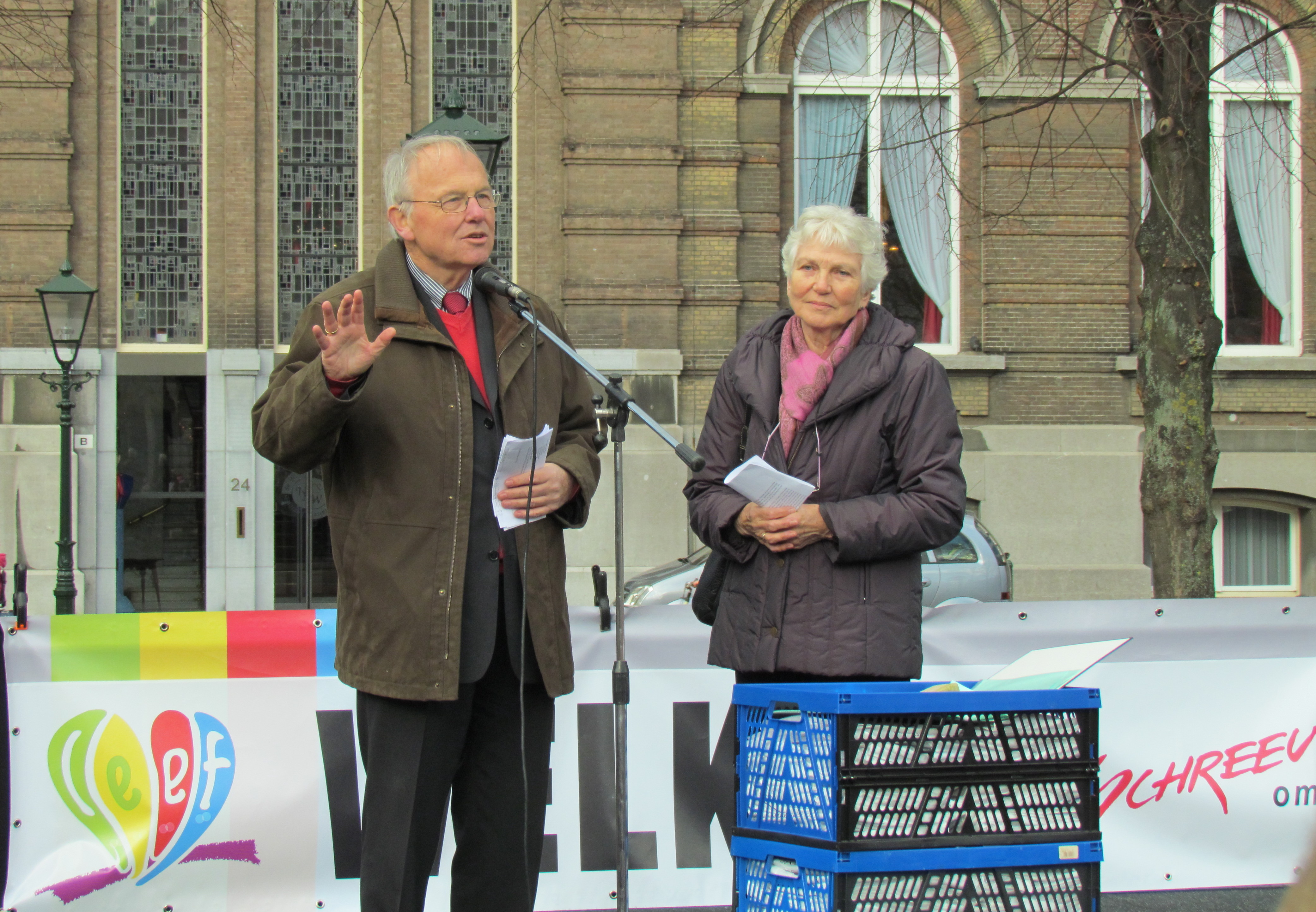
Bert en Willy Dorenbos

De stichting Schreeuw om Leven is een Nederlandse christelijke organisatie die zich verzet tegen abortus en die hulp biedt bij zwangerschap en na een abortus.

## Ontstaan
Schreeuw om Leven werd in 1985 opgericht door toenmalig EO-directeur Bert Dorenbos en zijn vrouw Willy Dorenbos-de Lange. Zij hadden de film De Stille Schreeuw (The Silent Scream, 1984) van Bernard Nathanson gezien, die toont hoe een foetus uit elkaar wordt gescheurd bij een abortus, en waren daar diep van onder de indruk geraakt. Ze vonden dat er in Nederland iets tegen abortus gedaan moest worden en baseerden de naam van hun stichting op de genoemde film. Willy Dorenbos zat tot 2005 in het bestuur. In 2016 namen Kees van Helden en Alex van Vuuren het directeurschap over van Bert Dorenbos, die met pensioen ging. Sinds oktober 2021 is Arthur Alderliesten directeur van de stichting.
Het kantoor van Schreeuw om Leven is gevestigd in Hilversum. 

## Activiteiten

### Abortusgerelateerd

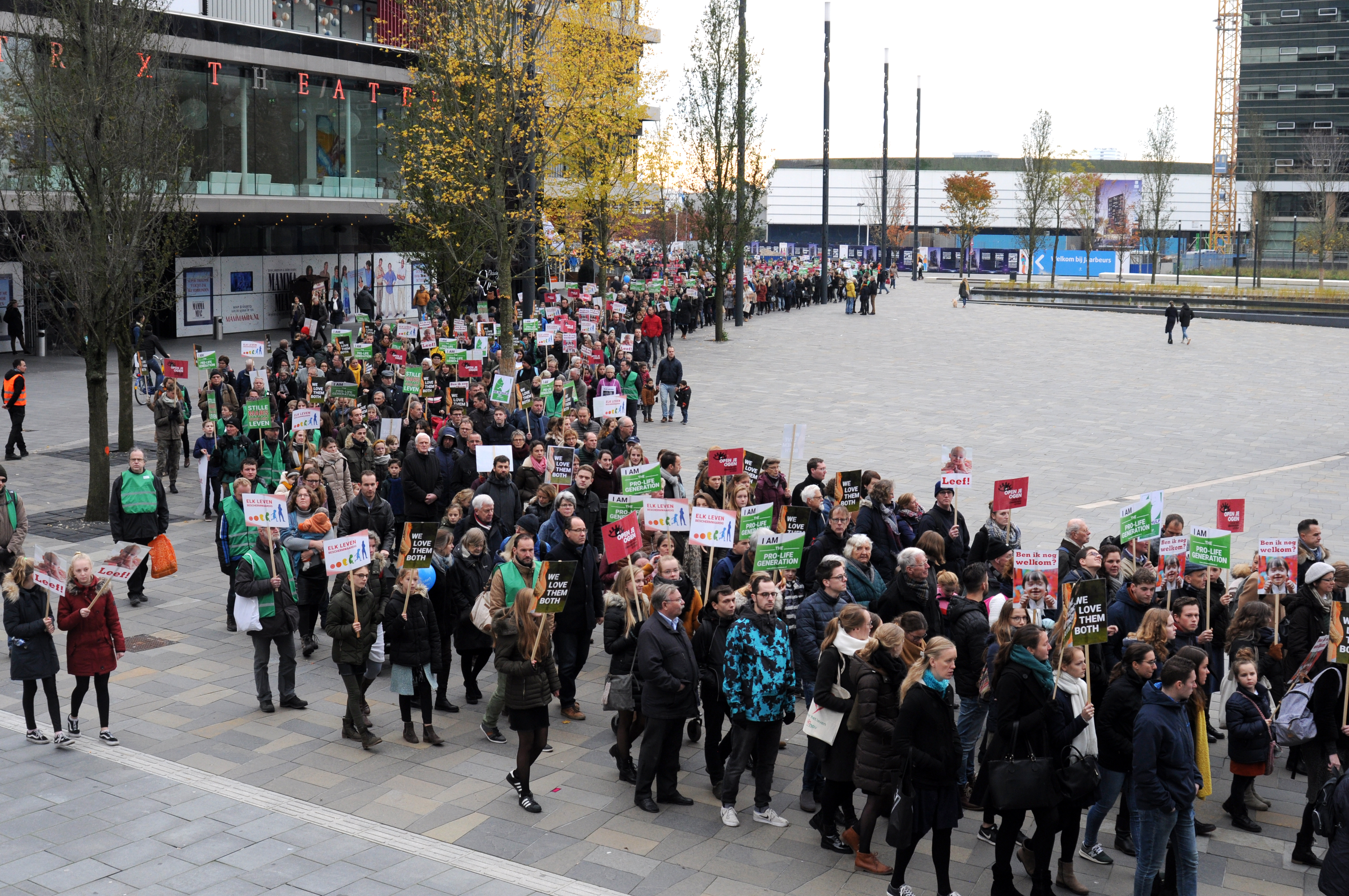
Mars voor het Leven in Utrecht, november 2019

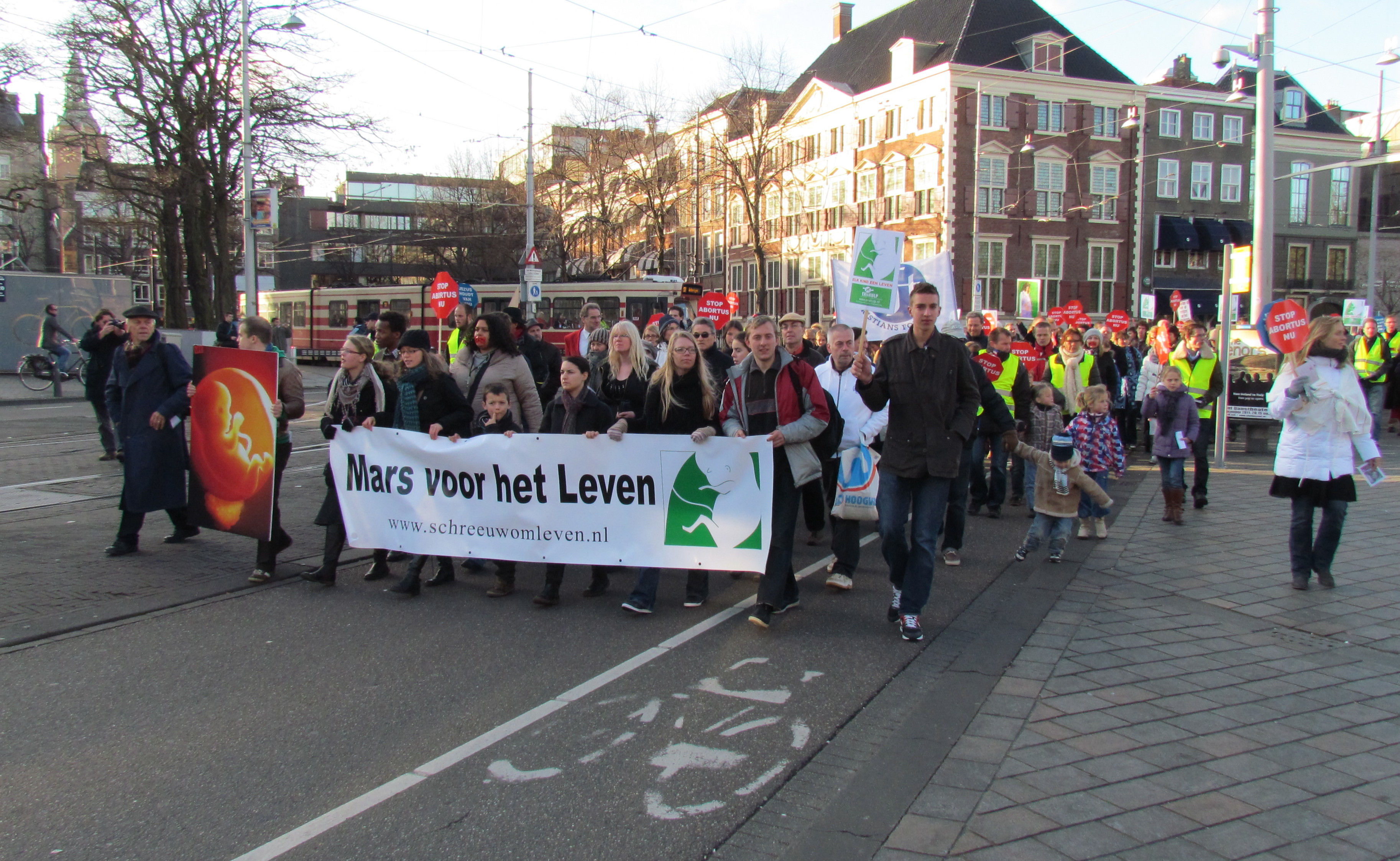
Mars voor het Leven in Den Haag, december 2011

De stichting geeft informatie over de verschillende mogelijkheden bij een ongeplande of ongewenste zwangerschap: moederschap, abortus en adoptie. Ze publiceert een nieuwsbrief die zeven maal per jaar verschijnt.
Schreeuw om Leven biedt via haar hulpverleningsafdeling Er is Hulp gratis zwangerschapstesten aan, informatie over abortustechnieken, medische informatie, hulp na een abortus en gratis hulp en informatie over algemene onderwerpen. De stichting houdt zich ook bezig met relatievorming en seksualiteit.
Daarnaast demonstreert de stichting ook voor de deuren van klinieken waar abortus wordt uitgevoerd. Dit doet ze onder andere tijdens jaarlijkse stille nachtwakes op 18 december, de datum in 1980 dat de huidige abortuswet door het Nederlandse parlement werd goedgekeurd. Deze acties worden door de bezoekers, medewerkers en directies van deze abortusklinieken vaak als hinderlijk en soms zelfs bedreigend ervaren. Ook wordt ieder jaar de Mars voor het Leven gehouden, een demonstratieoptocht. Begin december 2008 liep deze in het centrum van Amsterdam uit de hand door acties van tegendemonstranten. In 2009 was er veel politie op de been, om dergelijke rellen te voorkomen. Er werden enkele aanhoudingen verricht.
Begin december 2008 maakte voorzitter Dorenbos bekend dat Schreeuw om Leven getrouwe weergaven van een foetus van 10 weken ging versturen aan artsen en politici om te laten zien hoe groot en compleet die is. De aankondiging leverde veel ophef op, onder meer omdat het gerucht ging dat het poppetje in het hele land huis-aan-huis zou worden verspreid. Op 28 april 2010 legde Schreeuw om Leven zo'n 30.000 van dergelijke plastic foetussen neer op het Plein te Den Haag, om daarmee te willen verbeelden hoeveel 'gedode ongeboren kinderen' er jaarlijks met de abortuspraktijk in Nederland gemoeid zijn.

### Overig

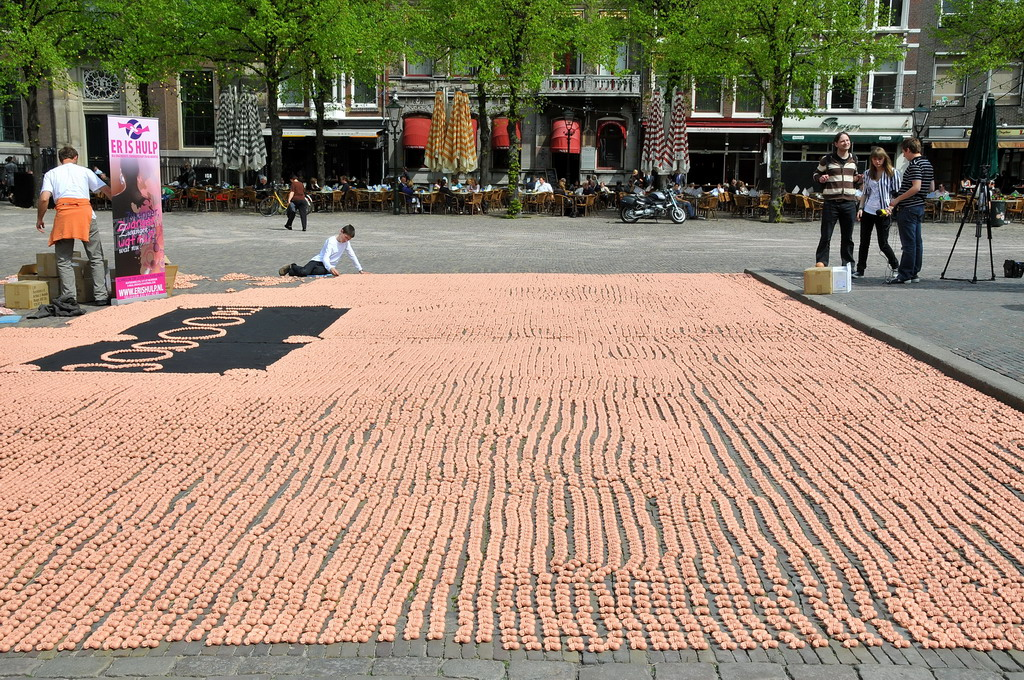
Een actie van 'Schreeuw om Leven'. Op 28 april 2010 lagen 30.000 (plastic) 'gedode ongeboren kinderen' tegenover de ingang van de Tweede Kamer.

Schreeuw om Leven ageerde ook tegen uitingen die zij als godslastering opvatte, zoals deze zich in reclame en culturele manifestaties voordoen. Zo hield de stichting een 'gebedswake' bij de Amsterdam ArenA in september 2006, waar de Amerikaanse zangeres Madonna twee concerten in de Confessions Tour gaf. Ook werd in 2007 een kerstreclamefolder van elektronicaconcern Dixons aangevochten. Verder organiseerde Schreeuw om leven zo nu en dan Bijbelleesmarathons. Dit gebeurde onder meer in Amsterdam, Veenendaal en Almere. Op straat werd dan aandacht besteed aan het bekend raken met de Bijbel, volgens de stichting een boek dat te veel kritiek krijgt zonder dat men er echt mee bekend is.
Sinds 2022 richt Schreeuw om Leven zich uitsluitend op het verzet tegen abortus.

## Aanhang
Binnen het Nederlandse politieke spectrum is het standpunt van de stichting terug te vinden in de partijprogramma's van de SGP en van de ChristenUnie. Er bestaat echter geen formele band tussen deze partijen en de stichting. In 2017 liepen de leiders van de Tweede Kamerfracties van genoemde partijen, Kees van der Staaij en Gert-Jan Segers, voorop in de jaarlijkse Mars voor het Leven.